# Crkva svetog Klementa i Panteleona u Ohridu
Crkva svetog Klementa i Panteleona je crkva u Ohridu, Makedonija na brdu Plaošnik. Replika je stare crkve sagrađene na istom mjestu gdje ju je sagradio sv. Klement Ohridski 863. koji je tamo i sahranjen 916. godine.
Gradnja crkve sv. Panteleona i osnivanje istoimenog manastira pripisuje se sv. Klementu Ohridskom, učeniku Ćirila i Metoda koji je prve monahe glagoljaše u samostanu naučio da njome prepišu prvu Bibliju na staroslavenski jezik.

## Povijest
U 15 stoljeću Turci su crkvu pretvorili u džamiju. U 16. stoljeću dopustili su obnovu kršćanskih sakralnih objekata, među kojima i crkve sv. Panteleona, ali su je krajem 16. i početkom 17. stoljeća srušili i na njenom mjestu podigli džamiju »Sultan Muhamed« (Imaret). Ostaci te džamije i danas su vidljivi.

## Rekonstrukcija i arheološka istraživanja
Narodnu predaju da je na brdu Plaošnik postojala stara Klementova crkva i njegov grob potvrdila su prva arheološka istraživanja pod vodstvom prof. Dimče Koco 1943. kada je otkrio temelje Klementove crkve i njegovu grobnicu. Ta trolisna crkva (tlocrt u obliku djeteline) sa svim obilježjima bizantske crkvene arhitekture 9. stoljeća sagrađena je na temeljima veće starokršćanske bazilike. Klementova crkva obnovljena je u 12. i 13. stoljeću. Kasnije su joj dograđene kapele, a u 14. stoljeću dograđeni su narteks i zvonik. Nakon toga su 1965. godine obavljena znatno temeljitija arheološka istraživanja, na temelju kojih je dobijena jasnija slika izgleda prvotne crkve sv. Klementa, pa se počelo razmišljati o potpunoj obnovi prvotne crkve iz 863. godine. Radovi su započeli 8. prosinca 2000. godine te su trajali do 10 kolovoza 2002.